# Alice Betteridge
Alice Marie Betteridge Chapman, née le 14 février 1901 à Sawyers Gully et morte le 1er septembre 1966, est la première sourdaveugle à avoir été éduquée en Australie.

## Biographie
Née de George Betteridge et Emily Chapman dans la région de Hunter à Sawyers Gully, près de Maitland, en Nouvelle-Galles du Sud, Alice devient aveugle à l'âge de deux ans des suites d'une méningite. Sa mère l’emmène à l'école Royal Institute for Deaf and Blind Children en 1904, mais, après quelques mois, elle retourne à la maison car elle est trop jeune. Elle finit par y entrer en 1908, étant la première élève sourde-aveugle de cette école.

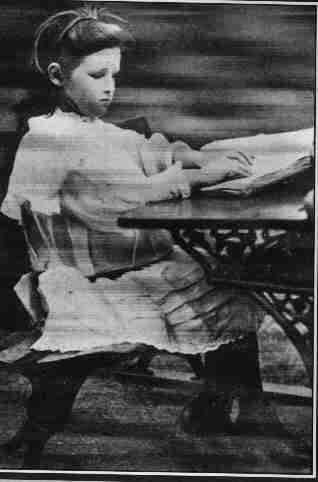
Alice Betteridge en 1910.

L'enseignante Roberta Reid a épelé des mots dans la main d'Alice jusqu'à ce qu'elle fasse le lien entre les mots et les objets qu'elle touchait au préalable. Le premier mot qu'elle apprend est le mot « chaussure ». Alice Betteridge progresse rapidement, et en quelques mois, elle connaît près de 200 mots, plusieurs verbes, et commence à lire le braille. Elle obtient son diplôme en 1920. Betteridge est elle-même professeure de cette école jusqu'en 1929.
En 1939, Alice Betteridge épouse Will Chapman, lui aussi sourd-aveugle, avec qui elle correspond par courrier depuis un certain temps, et déménage pour vivre avec lui à Melbourne. Ils sont mariés jusqu'à la mort de Will Chapman, d'une crise cardiaque en 1948. Alice retourne à Sydney, et est réputée pour son intelligence, sa nature et son indépendance, voyageant à l'étranger. Elle est morte d'un cancer à l'âge de 65 ans. 